# يان واتسون (لاعب كرة قدم)
يان واتسون (بالإنجليزية: Ian Watson)‏ هو لاعب كرة قدم بريطاني، ولد في 27 أكتوبر 1976 في مانشستر في المملكة المتحدة. شارك مع منتخب ويلز الوطني لدوري الرغبي. أما مع النوادي، فقد لعب مع هاليفاكس بانثرز ‏.

## روابط خارجية
- يان واتسون على موقع ItsRugby.co.uk (الإنجليزية)